# Gaudete

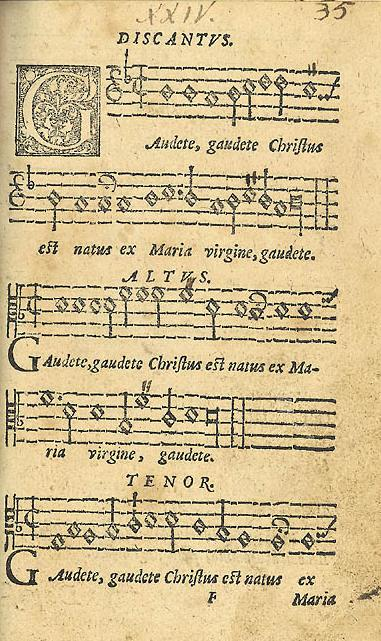

Gaudete (latijn voor Verheugt u!) is een religieus kerstlied. Het lied is vermoedelijk gecomponeerd in de 16e eeuw en werd gepubliceerd in de Piae Cantiones, een collectie van Fins-Zweedse kerkgezangen uitgegeven in 1582.
In 1973 werd het lied bekend bij het grote publiek door een vertolking door de Britse Folkrock groep Steeleye Span.
 
Gaudete, door Collegium Vocale Bydgoszcz

## Tekst
| Latijn                                                                         | Nederlands                                                                                                 |
| ------------------------------------------------------------------------------ | --- |
| Gaudete, gaudete! Christus est natus Ex Maria virgine, gaudete!                | Verheug u!, verheug u! Christus is geboren uit de maagd Maria, verheug u!                                  |
| Tempus adest gratiae Hoc quod optabamus, Carmina laetitiae Devote reddamus.    | De tijd van genade is gekomen, wat we wilden; nederig willen we liederen zingen van vreugde.               |
| Deus homo factus est Natura mirante, Mundus renovatus est A Christo regnante.  | God is mens geworden door een wonder in de natuur, De wereld werd vernieuwd door Christus die regeert.     |
| Ezechielis porta Clausa pertransitur, Unde lux est orta Salus invenitur.       | Door de gesloten poort van Ezechiel gegaan; Vanwaar het licht ontstond Verlossing is gevonden              |
| Ergo nostra concio Psallat iam in lustro; Benedicat Domino: Salus Regi nostro. | Daarom zal onze gemeente nu in de avond vreugdepsalmen zingen. Prijs de Heer: Wees gegroet aan onze Koning |